# Rhachoepalpus olivaceus
Rhachoepalpus olivaceus är en tvåvingeart som beskrevs av Townsend 1908. Rhachoepalpus olivaceus ingår i släktet Rhachoepalpus och familjen parasitflugor. Inga underarter finns listade i Catalogue of Life.